# 4836 Medon
4836 Medon (1989 CK1) là một Trojan của Sao Mộc được phát hiện ngày 2 tháng 2 năm 1989 bởi C. S. Shoemaker ở Palomar.